# Лин Хайтауър
Лин Хайтауър (на английски: Lynn S Hightower) е американска писателка на бестселъри в жанра трилър, хорър и научна фантастика.

## Биография и творчество
Лин Хайтауър е родена през 1956 г. в Чатануга, Тенеси, САЩ. Израства в Кентъки.
Завършва през 1977 г. Университета на Кентъки с бакалавърска степен по журналистика и учи творческо писане при писателя Уендъл Бери. За да се издържа работи на различни работни места – писане на телевизионни реклами, кетъринг сервитьорка. След това се връща в колежа, за да учи за магистърска степен по бизнес администрация. Към края на следването си обаче решава, че трябва да преследва писателската си кариера, за което е подкрепена от семейството си.
През 1986 г. е издаден първият ѝ трилър „Убийство от класа“ от поредицата „Сонора Блеър“. Главната героиня е детектив по разследване на убийства от Синсинати и самотна майка на две деца. Романът става бестселър и я прави известна.
През 1992 г. е издаден първият ѝ трилър „Satan's Lambs“ (Агнета на Сатаната) от поредицата „Лена Паджет“. С цел да придаде автентичност тя прави проучвания в полицията на Синсинати, при частни детективи и присъства при аутопсии. Романът получава литературната награда „Шамус“.
Писателката преподава творческо писане в Университета на Калифорния в Лос Анджелис.
Лин Хайтауър живее със семейството си в малка викторианска вила в Лексингтън, Кентъки.

## Произведения

### Самостоятелни романи
- High Water (2002)
- The Piper (2012)
- Even In Darkness (2013)

### Серия „Сонора Блеър“ (Sonora Blair)
1. Убийство от класа, Eyeshot (1986)
2. Точка на запалване, Flashpoint (1995)
3. No Good Deed (1998)
4. Рекет, The Debt Collector (1999)

### Серия „Дейвид Силвър“ (David Silver)
1. Alien Blues (1992)
2. Alien Eyes (1993)
3. Alien Heat (1994)
4. Alien Rites (1995)

### Серия „Лена Паджет“ (Lena Padgett)
1. Satan's Lambs (1992) – награда „Шамус“
2. Fortunes of the Dead (2003)
3. When Secrets Die (2005)

### Разкази
- Daddy's Coming Home (1990)
- The Undiscovered Country (1990)
- The Rose Elf (1991)
- Journal of the First Voyage (1991)
- The Magic House (1991)
- A Mind for the Making (1993)
- Point Man (1993)